# Боаси су Сен Јон
Боаси су Сен Јон (фр. Boissy-sous-Saint-Yon) је насељено место у Француској у региону Париски регион, у департману Есон.
По подацима из 2011. године у општини је живело 3713 становника, а густина насељености је износила 461,82 становника/km².

## Демографија
| 1962. | 1968. | 1975. | 1982. | 1990. | 2011. |
| ----- | ----- | ----- | ----- | ----- | ----- |
| 810   | 1.017 | 1.211 | 2.543 | 3.309 | 3.713 |